# Kristin Cashore

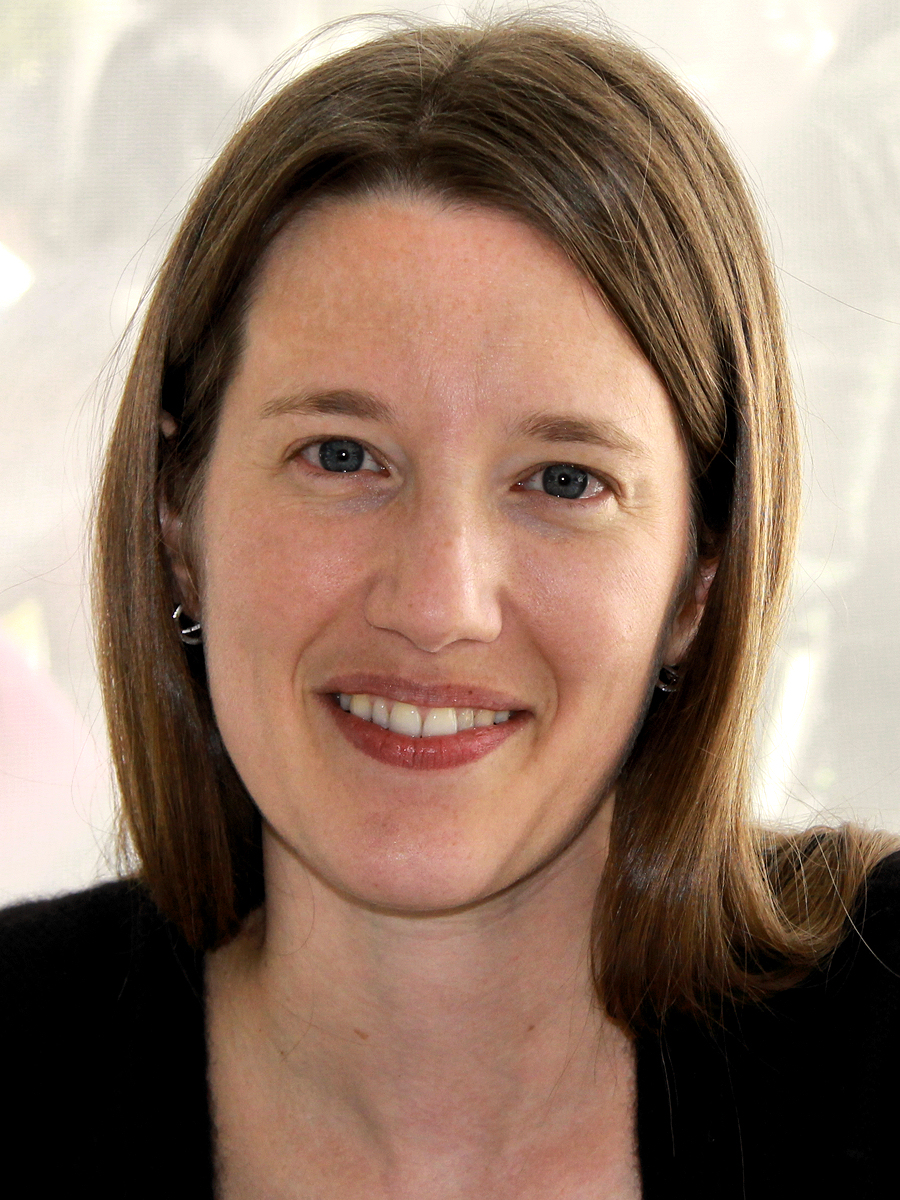
Kristen Cashore (2012)

Kristin Cashore (* 1976 in Pennsylvania) ist eine US-amerikanische Schriftstellerin, die hauptsächlich Fantasyliteratur schreibt. Sie ist bekannt für die Reihe "Die sieben Königreiche".

## Leben
Cashore wuchs in einem kleinen Ort Pennsylvaniens als zweitälteste von vier Schwestern auf. Sie studierte am Center for the Study of Children’s Literature des Simmons College in Boston, Massachusetts. Cashore hat bis zu ihren ersten schriftstellerischen Erfolgen mit zwei Romanen in verschiedensten Berufen gearbeitet unter anderem auch als Lektorin und Texterin in der Werbebranche. Ihre Bücher schafften es sofort auf die New-York-Times-Bestsellerliste. Sie wurden bereits in 28 Sprachen übersetzt. Ihre Bücher schreibt sie per Hand.
Im Jahre 2012 lebte und schrieb sie in Boston. Ihr dritter Roman wurde im selben Jahr mit dem Titel Bitterblue veröffentlicht.

## Veröffentlichungen

### Die sieben Königreiche
- Graceling, 2008.
  - Die Beschenkte, aus dem Englischen von Irmela Brender; Carlsen Verlag, Hamburg 2009 ISBN 978-3-551-58210-2.
- Fire, 2009.
  - Die Flammende, aus dem Englischen von Katharina Distelmeier, Carlsen Verlag, Hamburg 2011 ISBN 978-3-551-58211-9.
- Bitterblue, Dial Books, New York City 2012, ISBN 978-0-8037-3473-9.
  - Die Königliche, aus dem Englischen von Katharina Distelmeier, Carlsen Verlag, Hamburg 2012, ISBN 978-3-551-58268-3.
- Winterkeep, 2021.
  - Die Wahrhaftige, übersetzt von Katharina Diestelmeier, Carlsen Verlag, Hamburg 2022, ISBN 978-3-551-58460-1.
- Graceling Graphic Novel, 2021.
- Seasparrow, 2022.

### Weitere Werke
- Jane, Unlimited, 2017.
- There Is a Door in This Darkness, 2024.